# Ace Driver: Victory Lap
Ace Driver: Victory Lap is een 3D-racespel voor Arcade van het Japanse bedrijf Namco en kwam uit in 1995. Het is een sequel van Ace Driver: Racing Evolution.